# Rotwurzel-Salbei
Der Rotwurzel-Salbei (Salvia miltiorrhiza) ist eine Pflanzenart aus der Gattung Salbei (Salvia) in der Familie der Lippenblütler (Lamiaceae). Die getrockneten Wurzeln von „Salvia miltiorrhiza var. miltiorrhiza“, auch als „Danshen“ (chinesisch 丹參 / 丹参, Pinyin dānshēn) bezeichnet, finden insbesondere in der traditionellen chinesischen Medizin Anwendung.

## Beschreibung
Der Rotwurzel-Salbei wächst als ausdauernde krautige Pflanze und erreicht Wuchshöhen zwischen 40 und 80 cm. Die dicke, sukkulente Pfahlwurzel ist außen scharlachrot. Die aufrechten, stark verzweigten Stängel sind behaart. Die Laubblätter sind in Blattstiel und Blattspreite gegliedert. Der intensiv behaarte Blattstiel ist 1,3 bis 7,5 cm lang. Die Blattspreite ist einfach bis geteilt. Wenn die Laubblätter geteilt sind, dann bestehen die meist drei bis fünf, selten bis zu sieben Blättchen jeweils aus einem 2 bis 14 mm langen Stiel und einer 1,5 bis 8 cm langen, 1 bis 4 cm breiten Spreite. Die Blatt- oder Blättchenspreiten sind unterschiedlich geformt und behaart mit gebuchteten Rändern.
Die end- oder seitenständigen, etwa 4,5 bis 17 cm langen, traubigen Blütenstände sind meist intensiv behaart und enthalten sechs bis viele Blüten und Tragblätter. Der Blütenstiel ist 3 bis 4 mm lang. Die zwittrige Blüte ist zygomorph. Die fünf purpurfarbenen, etwa 1,1 cm langen Kelchblätter sind glockenförmig verwachsen und endet in zwei etwa gleich langen Kelchlippen mit bewimperten Rändern; die Unterlippe endet in zwei Kelchzähnen. Die fünf blauvioletten oder weißen Kronblätter sind 2 bis 2,7 cm lang und drüsig behaart. Die Kronoberlippe ist 1,2 bis 1,5 cm lang. Die Kronunterlippe ist kürzer mit einem 5 × bis zu 10 mm großen Mittellappen und etwa 3 mm breiten Seitenlappen. Die Staubfäden sind 3,5 bis 4 mm lang. Die Blütezeit reicht von April bis August.
Die ellipsoiden Klausen sind etwa 3,2 × 1,5 mm groß. Die Früchte reifen von September bis Oktober.

## Verbreitung
Salvia miltiorrhiza gedeiht an Hängen, Flussufern und Wäldern in Höhenlagen zwischen 100 und 1300 Metern in Japan und den chinesischen Provinzen Anhui, Hebei, Henan, Hubei, Hunan, Jiangsu, Shaanxi, Shandong, Shanxi, Zhejiang.

## Systematik
Salvia miltiorrhiza wurde zuerst 1835 von Alexander von Bunge in Mémoires Presentes a l'Académie Impériale des Sciences de St.-Pétersbourg par Divers Savans et lus dans ses Assemblées beschrieben.
Es gibt zwei Varietäten:
- Salvia miltiorrhiza var. charbonnelii (H.Léveillé) C.Y.Wu: Sie kommt im zentralen und im südlichen China vor.[5]
- Salvia miltiorrhiza Bunge var. miltiorrhiza: Sie kommt von China bis Vietnam vor.[5]

## Inhaltsstoffe
In der Wurzel des Rotwurzel-Salbeis konnten Flavonoide, Diterpene, Triterpene, Salvianolsäuren, Phenylpropane, Chinone, Lignane, Steroide und Tannine nachgewiesen werden. Von allen biologisch aktiven Inhaltsstoffen gelten die Diterpenoide und die Salvianolsäuren als am besten untersucht. Zu den charakteristischen Diterpenoiden des Rotwurzelsalbeis zählen Tanshinone und Isotanshinone, wie beispielsweise Tanshinon I, Tanshinon IIA, Tanshinon IIB und Cryptotanshinon. Darüber hinaus sind in der Wurzel die biologisch aktiven Diterpenoide Miltiron und Salviol enthalten. Die Salvianolsäuren des Rotwurzelsalbeis, wie Salvianolsäure A, Lithospermsäure B und Rosmarinsäure gelten als Abkömmlinge der (R)-a,3,4-Trihydroxyphenylpropionsäure (Danshensu).

## Verwendung und klinische Angaben

### Anwendungsgebiete (Indikationen)
Die Wurzel des Rotwurzel-Salbeis wird in der chinesischen Medizin insbesondere zur Behandlung von Stoffwechselstörungen, Herz-Kreislauferkrankungen und Durchblutungsstörungen, wie beispielsweise Angina pectoris, Hyperlipidämie und Schlaganfall, eingesetzt. Traditionell wird die Wurzel darüber hinaus bei Menstruationsbeschwerden, Husten, Schlafstörungen, stechende Schmerzen im Unterleib und der Brust und Hepatosplenomegalie verwendet. Die Wirksamkeit dieser Droge gilt nach den Kriterien der evidenzbasierten Medizin als nicht ausreichend belegt. Eine Heilwirkung von Inhaltsstoffen von Salvia miltiorrhiza wurde im Jahre 2008 in Untersuchungen am Deutschen Krebsforschungszentrum Heidelberg an mehreren Tumorzelllinien bestätigt.

### Wechselwirkungen mit anderen Arzneimittel
Bei gleichzeitiger Einnahme mit Blutgerinnungshemmern, wie Warfarin, können Wurzelpräparate des Rotwurzel-Salbeis zu einer Verlängerung der Blutgerinnungszeit führen und somit das Blutungsrisiko steigern.

## Pharmakologie

### Wirkweise (Pharmakodynamik)
Experimentell zeigen die Wurzel des Rotwurzelsalbeis und seine Inhaltsstoffe unter anderem thrombozytenaggregationshemmende, antioxidative, antibakterielle und tumorhemmende Wirkungen.